# Врућа потера
Врућа потера (енгл. Hot Pursuit) амерички је акциони и хумористички филм из 2015. године, у режији Ен Флечер, по сценарију Дејвида Финија и Џона Кваинтанса. Прати полицајцку задужену да заштити удовицу нарко-боса од корумпираних полицајаца и криминалаца који покушавају да је убију. Главне улоге глуме Рис Видерспун и Софија Вергара.
Приказан је 8. маја 2015. године у САД, односно 7. маја у Србији. Зарадио је 51,4 милиона долара наспрам буџета од 35 милиона долара. Међутим, добио је углавном негативне рецензије критичара.

## Радња
Вредна полицајка која све ради по правилима (Рис Видерспун) у врућој потери ће покушати да заштити секси удовицу (Софија Вергара) од нарко-боса. Бежећи Тексасом у стопу ће их пратити корумпирани полицајци и плаћене убице.

## Улоге
| Глумац             | Улога           |
| ------------------ | --------------- |
| Рис Видерспун      | Роуз Купер      |
| Софија Вергара     | Данијела Рива   |
| Роберт Казински    | Ренди           |
| Метју дел Негро    | детектив Хаузер |
| Мајкл Мозли        | детектив Диксон |
| Ричард Т. Џоунс    | маршал Џексон   |
| Бени Нијевес       | Исус            |
| Мајкл Реј Ескамила | Анђео           |
| Хоакин Косио       | Висенте Кортез  |
| Џон Керол Линч     | капетан Емет    |
| Џим Гафиган        | Црвени          |
| Мајк Бирбиља       | Стив            |
| Винсент Лареска    | Филипе Рива     |
| Дејвид Џенсен      | Вејн            |
| Евалуна Монтанер   | Тереза Кортез   |